# Jørgen Gaarde
Jørgen Gaarde (født 6. oktober 1955 i Løsning) er en dansk politiker, der fra 1. januar 2010 til 31. marts 2019 var borgmester i Skanderborg Kommune, valgt for Socialdemokraterne.

## Baggrund
Gaarde blev student fra Horsens Statsskole. I 1979 blev han uddannet folkeskolelærer fra Marselisborg Seminarium.

## Karriere
Efter at have arbejdet ved flere skoler i Aarhus Kommune blev han i 1987 viceskoleinspektør og senere skoleinspektør ved Rundhøjskolen, også i Aarhus. Han kom i 1994 til Taarupgaard Ungdomskostskole som forstander og var her til 1995, hvor han blev skoleinspektør på Stilling Skole. 
Han blev valgt til Skanderborg Byråd i 1997 og var medlem indtil 31. marts 2019.  Han har bl.a. siddet i økonomiudvalget og plan- og teknikudvalget.